# Lengyelország az 1968. évi nyári olimpiai játékokon
Lengyelország a mexikói Mexikóvárosban megrendezett 1968. évi nyári olimpiai játékok egyik részt vevő nemzete volt. Az országot az olimpián 16 sportágban 177 sportoló képviselte, akik összesen 18 érmet szereztek.

## Érmesek
| Érem  | Versenyző | Sportág       | Versenyszám             |
| ----- | --- | ------------- | ----------------------- |
| Arany | Irena Szewińska | Atlétika      | Női 200 m               |
| Arany | Jerzy Kulej | Ökölvívás     | Kisváltósúly            |
| Arany | Józef Zapędzki | Sportlövészet | Gyorstüzelő pisztoly    |
| Arany | Waldemar Baszanowski | Súlyemelés    | 67,5 kg                 |
| Arany | Jerzy Pawłowski | Vívás         | Férfi kard, egyéni      |
| Ezüst | Artur Olech | Ökölvívás     | Légsúly                 |
| Ezüst | Józef Grudzień | Ökölvívás     | Könnyűsúly              |
| Bronz | Irena Szewińska | Atlétika      | Női 100 m               |
| Bronz | Janusz Kierzkowski | Kerékpározás  | Férfi egyéni időfutam   |
| Bronz | Hubert Skrzypczak | Ökölvívás     | Papírsúly               |
| Bronz | Stanisław Dragan | Ökölvívás     | Félnehézsúly            |
| Bronz | Nemzeti válogatott Halina Aszkiełowicz Lidia Chmielnicka Krystyna Czajkowska-Rawska Barbara Hermela-Niemczyk Krystyna Jakubowska Krystyna Krupa Józefa Ledwig Jadwiga Marko-Książek Krystyna Ostromęcka-Guryn Elżbieta Porzec-Nowak Zofia Szczęśniewska Wanda Wiecha-Wanot | Röplabda      | Női                     |
| Bronz | Henryk Trębicki | Súlyemelés    | 56 kg                   |
| Bronz | Marian Zieliński | Súlyemelés    | 67,5 kg                 |
| Bronz | Norbert Ozimek | Súlyemelés    | 82,5 kg                 |
| Bronz | Marek Gołąb | Súlyemelés    | 90 kg                   |
| Bronz | Egon Franke Adam Lisewski Ryszard Parulski Zbigniew Skrudlik Witold Woyda | Vívás         | Férfi tőr, csapat       |
| Bronz | Bohdan Andrzejewski Kazimierz Barburski Michał Butkiewicz Bohdan Gonsior Henryk Nielaba | Vívás         | Férfi párbajtőr, csapat |

## Atlétika
Férfi
| Versenyző                                                        | Versenyszám     | Előfutam      | Előfutam      | Előfutam      | Negyeddöntő | Negyeddöntő | Negyeddöntő | Elődöntő         | Elődöntő         | Elődöntő         | Döntő         | Döntő         |
| Versenyző                                                        | Versenyszám     | Idő           | Hely.         | Össz.         | Idő         | Hely.       | Össz.       | Idő              | Hely.            | Össz.            | Idő           | Helyezés      |
| ---------------------------------------------------------------- | --------------- | ------------- | ------------- | ------------- | ----------- | ----------- | ----------- | ---------------- | ---------------- | ---------------- | ------------- | ------------- |
| Marian Dudziak                                                   | 100 m           | 10,46         | 3.            | 24.           | 10,32       | 5.          | 17.         | kiesett          | kiesett          | kiesett          | kiesett       | kiesett       |
| Wiesław Maniak                                                   | 100 m           | 10,49         | 4.            | 29.*          | kiesett     | kiesett     | kiesett     | kiesett          | kiesett          | kiesett          | kiesett       | kiesett       |
| Zenon Nowosz                                                     | 100 m           | 10,57         | 5.            | 39.*          | kiesett     | kiesett     | kiesett     | kiesett          | kiesett          | kiesett          | kiesett       | kiesett       |
| Edward Romanowski                                                | 200 m           | 20,95         | 3.            | 18.           | 20,85       | 3.          | 15.         | 20,80            | 6.               | 10.              | kiesett       | kiesett       |
| Andrzej Badeński                                                 | 400 m           | 45,52         | 1.            | 3.            | 45,60       | 2.          | 5.          | 45,50            | 3.               | 6.               | 45,42         | 7.            |
| Jan Balachowski                                                  | 400 m           | 46,23         | 2.            | 17.           | 46,33       | 5.          | 21.         | kiesett          | kiesett          | kiesett          | kiesett       | kiesett       |
| Jan Werner                                                       | 400 m           | 45,97         | 1.            | 14.           | 45,63       | 1.          | 6.          | 45,75            | 5.               | 9.               | kiesett       | kiesett       |
| Henryk Szordykowski                                              | 800 m           | 1:47,48       | 2.            | 6.            |             |             |             | nem állt rajthoz | nem állt rajthoz | nem állt rajthoz | kiesett       | kiesett       |
| Henryk Szordykowski                                              | 1500 m          | 3:59,34       | 3.            | 37.           |             |             |             | 3:54,24          | 4.               | 13.              | 3:46,69       | 7.            |
| Jerzy Maluśki                                                    | 1500 m          | 3:54,83       | 9.            | 28.           |             |             |             | kiesett          | kiesett          | kiesett          | kiesett       | kiesett       |
| Roland Brehmer                                                   | 5000 m          | nem ért célba | nem ért célba | nem ért célba |             |             |             |                  |                  |                  | kiesett       | kiesett       |
| Edward Stawiarz                                                  | 5000 m          | 15:13,87      | 10.           | 29.           |             |             |             |                  |                  |                  | kiesett       | kiesett       |
| Edward Stawiarz                                                  | 10 000 m        |               |               |               |             |             |             |                  |                  |                  | nem ért célba | nem ért célba |
| Wilhelm Weistand                                                 | 400 m gát       | 50,71         | 5.            | 13.           |             |             |             | kiesett          | kiesett          | kiesett          | kiesett       | kiesett       |
| Jan Cych                                                         | 3000 m akadály  | 9:50,78       | 11.           | 35.           |             |             |             |                  |                  |                  | kiesett       | kiesett       |
| Mieczysław Rutyna                                                | 20 km gyaloglás |               |               |               |             |             |             |                  |                  |                  | 1:47:29       | 26.           |
| Mieczysław Rutyna                                                | 50 km gyaloglás |               |               |               |             |             |             |                  |                  |                  | 4:58:03       | 22.           |
| Wiesław Maniak Edward Romanowski Zenon Nowosz Marian Dudziak     | 4 × 100 m váltó | 40,27         | 3.            | 16.           |             |             |             | 38,99            | 4.               | 7.               | 39,22         | 8.            |
| Stanisław Grędziński Jan Balachowski Jan Werner Andrzej Badeński | 4 × 400 m váltó | 3:03,02       | 1.            | 3.            |             |             |             |                  |                  |                  | 3:00,58       | 4.            |

| Versenyző          | Versenyszám   | Selejtező | Selejtező | Döntő    | Döntő    |
| Versenyző          | Versenyszám   | Eredmény  | Helyezés  | Eredmény | Helyezés |
| ------------------ | ------------- | --------- | --------- | -------- | -------- |
| Andrzej Stalmach   | Távolugrás    | 770 cm    | 15.       | 794 cm   | 8.       |
| Jan Jaskólski      | Hármasugrás   | 16,04 m   | 14.       | kiesett  | kiesett  |
| Józef Szmidt       | Hármasugrás   | 16,19 m   | 11.       | 16,89 m  | 7.       |
| Władysław Komar    | Súlylökés     | 19,09 m   | 9.        | 19,28 m  | 6.       |
| Lech Gajdziński    | Diszkoszvetés | 54,92 m   | 18.       | kiesett  | kiesett  |
| Edmund Piątkowski  | Diszkoszvetés | 58,24 m   | 12.       | 59,40 m  | 7.       |
| Władysław Nikiciuk | Gerelyhajítás | 81,00 m   | 8.        | 85,70 m  | 4.       |
| Janusz Sidło       | Gerelyhajítás | 80,12 m   | 10.       | 80,58 m  | 7.       |

Női
| Versenyző                                                         | Versenyszám     | Előfutam | Előfutam | Előfutam | Negyeddöntő | Negyeddöntő | Negyeddöntő | Elődöntő | Elődöntő | Elődöntő | Döntő   | Döntő    |
| Versenyző                                                         | Versenyszám     | Idő      | Hely.    | Össz.    | Idő         | Hely.       | Össz.       | Idő      | Hely.    | Össz.    | Idő     | Helyezés |
| ----------------------------------------------------------------- | --------------- | -------- | -------- | -------- | ----------- | ----------- | ----------- | -------- | -------- | -------- | ------- | -------- |
| Irena Szewińska                                                   | 100 m           | 11,32    | 1.       | 4.       | 11,20       | 1.          | 3.          | 11,30    | 1.       | 1.       | 11,19   |          |
| Irena Szewińska                                                   | 200 m           | 23,21    | 1.       | 6.       |             |             |             | 23,21    | 3.       | 7.       | 22,58   |          |
| Danuta Straszyńska                                                | 80 m gát        | 10,72    | 3.       | 6.**     |             |             |             | 10,60    | 3.       | 4.       | 10,66   | 6.       |
| Teresa Sukniewicz                                                 | 80 m gát        | 10,72    | 2.       | 6.**     |             |             |             | 11,00    | 6.       | 13.      | kiesett | kiesett  |
| Elżbieta Żebrowska                                                | 80 m gát        | 10,83    | 2.       | 12.*     |             |             |             | 10,70    | 4.       | 5.       | 10,66   | 7.       |
| Danuta Straszyńska Mirosława Sarna Urszula Jóźwik Irena Szewińska | 4 × 100 m váltó | 53,02    | 7.       | 14.      |             |             |             |          |          |          | kiesett | kiesett  |

| Versenyző         | Versenyszám   | Selejtező | Selejtező | Döntő    | Döntő    |
| Versenyző         | Versenyszám   | Eredmény  | Helyezés  | Eredmény | Helyezés |
| ----------------- | ------------- | --------- | --------- | -------- | -------- |
| Mirosława Sarna   | Távolugrás    | 644 cm    | 5.        | 647 cm   | 5.       |
| Irena Szewińska   | Távolugrás    | 619 cm    | 16.       | kiesett  | kiesett  |
| Daniela Jaworska  | Gerelyhajítás |           |           | 56,06 m  | 5.       |
| Lucyna Krawcewicz | Gerelyhajítás |           |           | 51,54 m  | 12.      |

* - egy másik versenyzővel azonos időt ért el

** - két másik versenyzővel azonos időt ért el

## Birkózás
Kötöttfogású
| Versenyző          | Versenyszám | 1. forduló                         | 2. forduló                                | 3. forduló                      | 4. forduló                         | 5. forduló        | 6. forduló        | 7. forduló        | Döntő             | Helyezés    |
| Versenyző          | Versenyszám | Ellenfél Eredmény                  | Ellenfél Eredmény                         | Ellenfél Eredmény               | Ellenfél Eredmény                  | Ellenfél Eredmény | Ellenfél Eredmény | Ellenfél Eredmény | Ellenfél Eredmény | Helyezés    |
| ------------------ | ----------- | ---------------------------------- | ----------------------------------------- | ------------------------------- | ---------------------------------- | ----------------- | ----------------- | ----------------- | ----------------- | ----------- |
| Jan Michalik       | 52 kg       | Gheorghe Stoiciu (ROU) · 3-1       | Jussi Vesterinen (FIN) · 3-1              | kiesett                         | kiesett                            | kiesett           |                   |                   | kiesett           | helyezetlen |
| Józef Lipień       | 57 kg       | Kaya Öczan (TUR) · 3-1             | An Cshonjong (An Cheon-Yeong) (KOR) · 2-2 | Risto Björlin (FIN) · kétvállas | kiesett                            | kiesett           | kiesett           | kiesett           | kiesett           | helyezetlen |
| Tadeusz Godyń      | 63 kg       | Nikólaosz Lazáru (GRE) · 3-1       | Adriano Morais (POR) · kizárták           | kiesett                         | kiesett                            | kiesett           | kiesett           |                   | kiesett           | helyezetlen |
| Adam Ostrowski     | 78 kg       | Dimítriosz Szávasz (GRE) · 2.5-2.5 | Milan Nenadić (YUG) · 1-3                 | Jan Kårström (SWE) · 3-1        | kiesett                            |                   |                   |                   | kiesett           | helyezetlen |
| Czesław Kwieciński | 87 kg       | Sillai László (HUN) · 1-3          | Julio Graffigna (ARG) · kétvállas         | Valentyin Olenyik (URS) · 3-1   | Wayne Baughman (USA) · 3-1         | kiesett           |                   |                   | kiesett           | helyezetlen |
| Wacław Orłowski    | 97 kg       | Nyikolaj Jakovenko (URS) · 3-1     | Nagao Takesi (JPN) · kétvállas            | Tore Hem (NOR) · 3-1            | kiesett                            | kiesett           | kiesett           |                   | kiesett           | 6.          |
| Edward Wojda       | +97 kg      | Arje Nadbornik (FIN) · kétvállas   | Bekir Aksu (TUR) · 2.5-2.5                | Ragnar Svensson (SWE) · 3-1     | Anatolij Roscsin (URS) · kétvállas | kiesett           | kiesett           |                   | kiesett           | helyezetlen |

Szabadfogású
| Versenyző         | Versenyszám | 1. forduló                             | 2. forduló                         | 3. forduló                  | 4. forduló                     | 5. forduló             | 6. forduló        | 7. forduló        | Döntő             | Helyezés    |
| Versenyző         | Versenyszám | Ellenfél Eredmény                      | Ellenfél Eredmény                  | Ellenfél Eredmény           | Ellenfél Eredmény              | Ellenfél Eredmény      | Ellenfél Eredmény | Ellenfél Eredmény | Ellenfél Eredmény | Helyezés    |
| ----------------- | ----------- | -------------------------------------- | ---------------------------------- | --------------------------- | ------------------------------ | ---------------------- | ----------------- | ----------------- | ----------------- | ----------- |
| Zbigniew Żedzicki | 57 kg       | Horst Mayer (GDR) · 1-3                | Marco Terán (ECU) · kétvállas      | Uetake Jódzsiró (JPN) · 3-1 | Bazaryn Sükhbaatar (MGL) · 1-3 | Ivan Savov (BUL) · 3-1 | kiesett           |                   | kiesett           | 6.          |
| Tadeusz Godyń     | 63 kg       | Tsedendambyn Natsagdorj (MGL) · 3-1    | Yelkan Tedeyev (URS) · kétvállas   | kiesett                     | kiesett                        | kiesett                | kiesett           | kiesett           | kiesett           | helyezetlen |
| Janusz Pająk      | 70 kg       | Aka-Jahan Dastagir (AFG) · 1-3         | Severino Aguilar (PAN) · kétvállas | Ivao Horiucsi (JPN) · 3-1   | Wayne Wells (USA) · 3-1        | kiesett                | kiesett           |                   | kiesett           | helyezetlen |
| Jan Wypiorczyk    | 87 kg       | Endó Sigeru (JPN) · 2.5-2.5            | Borisz Gurevics (URS) · kétvállas  | kiesett                     | kiesett                        | kiesett                | kiesett           |                   | kiesett           | helyezetlen |
| Ryszard Długosz   | 97 kg       | Alexis Nihon (BAH) · kétvállas         | Edward Millard (CAN) · 3-1         | Nicolae Neguţ (ROU) · 1-3   | Ahmet Ayık (TUR) · 3-1         | kiesett                | kiesett           | kiesett           | kiesett           | 6.          |
| Wiesław Bocheński | +97 kg      | Ölziisaikhany Erdene-Ochir (MGL) · 3-1 | Wilfried Dietrich (FRG) · kizárták | kiesett                     | kiesett                        | kiesett                |                   |                   | kiesett           | helyezetlen |

## Evezés
| Versenyző                      | Versenyszám              | Előfutam | Előfutam | Vigaszág | Vigaszág | Elődöntő | Elődöntő | Döntő | Döntő   | Döntő | Helyezés |
| Versenyző                      | Versenyszám              | Idő      | Hely.    | Idő      | Hely.    | Idő      | Hely.    | Típus | Idő     | Hely. | Helyezés |
| ------------------------------ | ------------------------ | -------- | -------- | -------- | -------- | -------- | -------- | ----- | ------- | ----- | -------- |
| Zdzisław Bromek                | Egypárevezős             | 8:06,61  | 5.       | 7:48,68  | 3.       | 8:13,92  | 6.       | B     | 7:38,88 | 1.    | 7.       |
| Alfons Ślusarski Jerzy Broniec | Kormányos nélküli kettes | 7:45,51  | 3.       | 7:35,81  | 3.       | 7:40,10  | 6.       | B     | 7:22,89 | 2.    | 8.       |

## Kajak-kenu
Férfi
| Versenyző                                                      | Versenyszám         | Előfutam | Előfutam | Előfutam | Vigaszág | Vigaszág | Vigaszág | Elődöntő | Elődöntő | Elődöntő | Döntő   | Döntő    |
| Versenyző                                                      | Versenyszám         | Idő      | Hely.    | Össz.    | Idő      | Hely.    | Össz.    | Idő      | Hely.    | Össz.    | Idő     | Helyezés |
| -------------------------------------------------------------- | ------------------- | -------- | -------- | -------- | -------- | -------- | -------- | -------- | -------- | -------- | ------- | -------- |
| Władysław Szuszkiewicz                                         | Kajak egyes 1000 m  | 4:03,4   | 1.       | 2.       | erőnyerő | erőnyerő | erőnyerő | 4:05,72  | 1.       | 7.       | 4:06,36 | 4.       |
| Ewald Janusz Ryszard Marchlik Rafał Piszcz Władysław Zieliński | Kajak négyes 1000 m | 3:21,7   | 3.       | 6.*      | erőnyerő | erőnyerő | erőnyerő | 3:21,29  | 3.       | 7.       | 3:22,10 | 8.       |

Női
| Versenyző                                        | Versenyszám        | Előfutam | Előfutam | Előfutam | Vigaszág | Vigaszág | Vigaszág | Döntő   | Döntő    |
| Versenyző                                        | Versenyszám        | Idő      | Hely.    | Össz.    | Idő      | Hely.    | Össz.    | Idő     | Helyezés |
| ------------------------------------------------ | ------------------ | -------- | -------- | -------- | -------- | -------- | -------- | ------- | -------- |
| Stanisława Szydłowska                            | Kajak egyes 500 m  | 2:12,1   | 5.       | 8.       | 2:15,32  | 4.       | 4.       | kiesett | kiesett  |
| Izabella Antonowicz-Szuszkiewicz Jadwiga Doering | Kajak kettes 500 m | 2:06,8   | 5.       | 8.       | 2:03,48  | 1.       | 1.       | 2:04,20 | 9.       |

* - egy másik egységgel azonos időt ért el

## Kerékpározás

### Országúti kerékpározás
| Versenyző                                                  | Versenyszám     | Idő              | Helyezés      |
| ---------------------------------------------------------- | --------------- | ---------------- | ------------- |
| Zenon Czechowski                                           | Mezőnyverseny   | nem ért célba    | nem ért célba |
| Zygmunt Hanusik                                            | Mezőnyverseny   | 5:20:59 (+39:33) | 62.           |
| Kazimierz Jasiński                                         | Mezőnyverseny   | 5:08:25 (+27:00) | 59.           |
| Marian Kegel                                               | Mezőnyverseny   | 4:44:00 (+2:35)  | 10.           |
| Andrzej Bławdzin Zenon Czechowski Marian Kegel Jan Magiera | Csapat időfutam | 2:14:40 (+6:51)  | 6.            |

### Pálya-kerékpározás
Időfutam
| Versenyző          | Versenyszám  | Idő     | Helyezés |
| ------------------ | ------------ | ------- | -------- |
| Janusz Kierzkowski | Férfi egyéni | 1:04,63 |          |

Üldözőversenyek
| Versenyző                                                             | Versenyszám  | Selejtező | Selejtező | Nyolcaddöntő                                                                              | Nyolcaddöntő | Nyolcaddöntő | Negyeddöntő                                                                           | Negyeddöntő | Negyeddöntő | Elődöntő     | Elődöntő  | Elődöntő | Döntő        | Döntő     | Helyezés |
| Versenyző                                                             | Versenyszám  | Idő       | Hely.     | Ellenfél Idő                                                                              | Saját idő    | Hely.        | Ellenfél Idő                                                                          | Saját idő   | Hely.       | Ellenfél Idő | Saját idő | Hely.    | Ellenfél Idő | Saját idő | Helyezés |
| --------------------------------------------------------------------- | ------------ | --------- | --------- | ----------------------------------------------------------------------------------------- | ------------ | ------------ | ------------------------------------------------------------------------------------- | ----------- | ----------- | ------------ | --------- | -------- | ------------ | --------- | -------- |
| Rajmund Zieliński                                                     | Férfi egyéni | 4:46,03   | 10.       |                                                                                           |              |              | kiesett                                                                               | kiesett     | kiesett     | kiesett      | kiesett   | kiesett  | kiesett      | kiesett   | 10.      |
| Janusz Kierzkowski Wacław Latocha Wojciech Matusiak Rajmund Zieliński | Férfi csapat |           |           | Csehszlovákia (TCH) · Jiří Daler · Pavel Kondr · Milan Puzrla · František Řezáč · 4:21,88 | 4:23,77      | 2.           | NSZK (FRG) · Udo Hempel · Karl Heinz Henrichs · Karl Link · Rainer Podlesch · 4:27,14 | 4:38,91     | 8.          | kiesett      | kiesett   | kiesett  | kiesett      | kiesett   | 5.       |

## Kosárlabda
| Lengyel férfi kosárlabdacsapat-játékoskeret                                                                               | Lengyel férfi kosárlabdacsapat-játékoskeret                                                                   |
| --- | --- |
| - Henryk Cegielski - Kazimierz Frelkiewicz - Edward Jurkiewicz - Andrzej Kasprzak - Grzegorz Korcz - Bolesław Kwiatkowski | - Bohdan Likszo - Mieczysław Łopatka - Czesław Malec - Adam Niemiec - Andrzej Pasiorowski - Włodzimierz Trams |

### Eredmények
Csoportkör
B csoport
| Csapat              | M | Gy | V | P+  | P–  | Pk   |
| ------------------- | - | -- | - | --- | --- | ---- |
| Szovjetunió (URS)   | 7 | 7  | 0 | 642 | 408 | +234 |
| Brazília (BRA)      | 7 | 6  | 1 | 561 | 418 | +143 |
| Mexikó (MEX)        | 7 | 5  | 2 | 493 | 443 | +50  |
| Lengyelország (POL) | 7 | 4  | 3 | 474 | 504 | –30  |
| Bulgária (BUL)      | 7 | 3  | 4 | 456 | 478 | –22  |
| Kuba (CUB)          | 7 | 2  | 5 | 514 | 533 | –19  |
| Dél-Korea (KOR)     | 7 | 1  | 6 | 453 | 530 | –77  |
| Marokkó (MAR)       | 7 | 0  | 7 | 355 | 634 | –279 |

| 1968. október 13. | Szovjetunió (URS) | 91 – 50 | Lengyelország (POL) |  |
| 1968. október 13. | (47–30)           |         |                     |  |

| 1968. október 14. | Lengyelország (POL) | 77 – 67 | Dél-Korea (KOR) |  |
| 1968. október 14. | (38–27)             |         |                 |  |

| 1968. október 15. | Lengyelország (POL) | 78 – 75 | Kuba (CUB) |  |
| 1968. október 15. | (36–41)             |         |            |  |

| 1968. október 16. | Brazília (BRA) | 88 – 51 | Lengyelország (POL) |  |
| 1968. október 16. | (35–26)        |         |                     |  |

| 1968. október 18. | Lengyelország (POL) | 85 – 48 | Marokkó (MAR) |  |
| 1968. október 18. | (46–25)             |         |               |  |

| 1968. október 19. | Lengyelország (POL) | 69 – 67 | Bulgária (BUL) |  |
| 1968. október 19. | (35–34)             |         |                |  |

| 1968. október 20. | Mexikó (MEX) | 68 – 63 | Lengyelország (POL) |  |
| 1968. október 20. | (40–28)      |         |                     |  |

Az 5–8. helyért
| 1968. október 22. | Lengyelország (POL) | 66 – 52 | Olaszország (ITA) |  |
| 1968. október 22. | (28–31)             |         |                   |  |

Az 5. helyért
| 1968. október 25. | Mexikó (MEX) | 75 – 65 | Lengyelország (POL) |  |
| 1968. október 25. | (43–23)      |         |                     |  |

| Csapat              | Helyezés |
| ------------------- | -------- |
| Lengyelország (POL) | 6.       |

## Lovaglás
Díjugratás
| Versenyző                                     | Ló                 | Versenyszám | 1. forduló | 1. forduló | 2. forduló | 2. forduló | Összesen | Összesen |
| Versenyző                                     | Ló                 | Versenyszám | Pont       | Hely.      | Pont       | Hely.      | Pont     | Helyezés |
| --------------------------------------------- | ------------------ | ----------- | ---------- | ---------- | ---------- | ---------- | -------- | -------- |
| Marian Kozicki                                | Braz               | Egyéni      | 28,00      | 35.        | kiesett    | kiesett    | 28,00    | 35.      |
| Antoni Pacyński                               | Cyrrus             | Egyéni      | 37,25      | 38.        | kiesett    | kiesett    | 37,25    | 38.      |
| Piotr Wawryniuk                               | Farys              | Egyéni      | 52,75      | 39.        | kiesett    | kiesett    | 52,75    | 39.      |
| Jan Kowalczyk Antoni Pacyński Piotr Wawryniuk | Braz Cyrrus Poprad | Csapat      | 123,50     | 12.        | 99,75      | 10.        | 223,25   | 11.      |

## Műugrás
Férfi
| Versenyző          | Versenyszám        | Selejtező | Selejtező | Döntő   | Döntő    |
| Versenyző          | Versenyszám        | Pont      | Helyezés  | Pont    | Helyezés |
| ------------------ | ------------------ | --------- | --------- | ------- | -------- |
| Jerzy Kowalewski   | Egyéni műugrás     | 79,97     | 21.       | kiesett | kiesett  |
| Jerzy Kowalewski   | Egyéni toronyugrás | 85,08     | 22.       | kiesett | kiesett  |
| Włodzimierz Mejsak | Egyéni toronyugrás | 89,41     | 13.       | kiesett | kiesett  |
| Jakub Puchow       | Egyéni toronyugrás | 85,14     | 21.       | kiesett | kiesett  |
| Jakub Puchow       | Egyéni műugrás     | 88,65     | 15.       | kiesett | kiesett  |

Női
| Versenyző             | Versenyszám        | Selejtező | Selejtező | Döntő   | Döntő    |
| Versenyző             | Versenyszám        | Pont      | Helyezés  | Pont    | Helyezés |
| --------------------- | ------------------ | --------- | --------- | ------- | -------- |
| Bogusława Pietkiewicz | Egyéni műugrás     | 76,45     | 20.       | kiesett | kiesett  |
| Bogusława Pietkiewicz | Egyéni toronyugrás | 49,53     | 4.        | 95,09   | 5.       |
| Elżbieta Wierniuk     | Egyéni toronyugrás | 47,26     | 15.       | kiesett | kiesett  |
| Elżbieta Wierniuk     | Egyéni műugrás     | 87,62     | 9.        | 122,42  | 11.      |

## Ökölvívás
| Versenyző         | Versenyszám   | Selejtező                            | 32-es főtábla                          | Nyolcaddöntő                      | Negyeddöntő                    | Elődöntő                              | Döntő                           | Helyezés |
| Versenyző         | Versenyszám   | Ellenfél Eredmény                    | Ellenfél Eredmény                      | Ellenfél Eredmény                 | Ellenfél Eredmény              | Ellenfél Eredmény                     | Ellenfél Eredmény               | Helyezés |
| ----------------- | ------------- | ------------------------------------ | -------------------------------------- | --------------------------------- | ------------------------------ | ------------------------------------- | ------------------------------- | -------- |
| Hubert Skrzypczak | Papírsúly     |                                      | Mohamed Selim Soheim (RAU) · 5-0       | Tahar Aziz (MAR) · 4-1            | Joseph Donovan (AUS) · 3-2     | Csi Jongdzsu (Ji Yong-ju) (KOR) · 1-4 | kiesett                         |          |
| Artur Olech       | Légsúly       |                                      | Heriberto Cintrón (PUR) · visszalépett | Constantin Ciucă (ROU) · 3-2      | Nikolay Novikov (URS) · RSC    | Leo Rwabwogo (UGA) · 3-2              | Ricardo Delgado (MEX) · 0-5     |          |
| Jan Gałązka       | Harmatsúly    | erőnyerő                             | Roberto Cervantes (MEX) · 0-5          | kiesett                           | kiesett                        | kiesett                               | kiesett                         | 17.      |
| Jan Wadas         | Pehelysúly    |                                      | Ivan Mihajlov (BUL) · 1-4              | kiesett                           | kiesett                        | kiesett                               | kiesett                         | 17.      |
| Józef Grudzień    | Könnyűsúly    | Ho Sze-lang (Ho Su-Lung) (ROC) · 5-0 | Roberto Caminero (CUB) · 5-0           | Anthony Quinn (IRL) · 4-1         | Enzo Petriglia (ITA) · 5-0     | Zvonimir Vujin (YUG) · 5-0            | Ronald Harris (USA) · 0-5       |          |
| Jerzy Kulej       | Kisváltósúly  | erőnyerő                             | Kajdi János (HUN) · 3-2                | Gianbattista Capretti (ITA) · 4-1 | Peter Tiepold (GDR) · 3-2      | Arto Nilsson (FIN) · 5-0              | Enrique Regüeiferos (CUB) · 3-2 |          |
| Marian Kasprzyk   | Váltósúly     | erőnyerő                             | Armando Muniz (USA) · 1-4              | kiesett                           | kiesett                        | kiesett                               | kiesett                         | 17.      |
| Witold Stachurski | Nagyváltósúly |                                      | Kovács János (ROU) · 2-3               | kiesett                           | kiesett                        | kiesett                               | kiesett                         | 17.      |
| Wiesław Rudkowski | Középsúly     |                                      | erőnyerő                               | Charles Amos (GUY) · RSC          | Alekszej Kiszeljov (URS) · 0-5 | kiesett                               | kiesett                         | 5.       |
| Stanisław Dragan  | Félnehézsúly  |                                      | erőnyerő                               | Jorge Clemente (PUR) · KO         | Walter Facchinetti (ITA) · 4-1 | Ion Monea (ROU) · 1-4                 | kiesett                         |          |
| Lucjan Trela      | Nehézsúly     |                                      |                                        | George Foreman (USA) · 1-4        | kiesett                        | kiesett                               | kiesett                         | 9.       |

## Röplabda

### Férfi
| Lengyel férfi röplabdacsapat-játékoskeret                                                                                     | Lengyel férfi röplabdacsapat-játékoskeret                                                                    |
| --- | --- |
| - Zdzisław Ambroziak - Stanisław Gościniak - Zbigniew Jasiukiewicz - Romuald Paszkiewicz - Wojciech Rutkowski - Tadeusz Siwek | - Aleksander Skiba - Edward Skorek - Jerzy Szymczyk - Zbigniew Zarzycki - Stanisław Zduńczyk - Hubert Wagner |

#### Eredmények
Csoportkör
| 1968. október 13. 10:00 | Japán (JPN)          | 3 – 0 | Lengyelország (POL) |  |
| 1968. október 13. 10:00 | (15–9, 15–11, 15–10) |       |                     |  |

| 1968. október 16. 17:00 | Lengyelország (POL)       | 3 – 1 | Mexikó (MEX) |  |
| 1968. október 16. 17:00 | (15–10, 7–15, 15–4, 15–3) |       |              |  |

| 1968. október 17. 12:00 | Lengyelország (POL) | 3 – 0 | Belgium (BEL) |  |
| 1968. október 17. 12:00 | (15–6, 15–5, 15–8)  |       |               |  |

| 1968. október 19. 12:00 | Szovjetunió (URS)    | 3 – 0 | Lengyelország (POL) |  |
| 1968. október 19. 12:00 | (15–9, 15–10, 15–10) |       |                     |  |

| 1968. október 20. 17:00 | Lengyelország (POL) | 3 – 0 | Egyesült Államok (USA) |  |
| 1968. október 20. 17:00 | (15–5, 15–5, 15–8)  |       |                        |  |

| 1968. október 21. 17:00 | Lengyelország (POL) | 3 – 0 | Brazília (BRA) |  |
| 1968. október 21. 17:00 | (15–12, 15–4, 15–7) |       |                |  |

| 1968. október 23. 10:00 | Lengyelország (POL) | 3 – 0 | Bulgária (BUL) |  |
| 1968. október 23. 10:00 | (15–3, 15–5, 15–10) |       |                |  |

| 1968. október 24. 17:00 | Lengyelország (POL)        | 3 – 1 | Csehszlovákia (TCH) |  |
| 1968. október 24. 17:00 | (15–5, 15–3, 12–15, 15–13) |       |                     |  |

| 1968. október 25. 19:00 | NDK (GDR)           | 3 – 0 | Lengyelország (POL) |  |
| 1968. október 25. 19:00 | (15–11, 15–6, 15–6) |       |                     |  |

|          |                        |      | Mérkőzések | Mérkőzések | Szettek | Szettek | Szettek | Pontok | Pontok | Pontok |
| Helyezés | Csapat                 | Pont | Gy         | V          | Sz+     | Sz–     | SzA     | P+     | P–     | PA     |
| -------- | ---------------------- | ---- | ---------- | ---------- | ------- | ------- | ------- | ------ | ------ | ------ |
| Arany    | Szovjetunió (URS)      | 17   | 8          | 1          | 26      | 8       | 3,250   | 464    | 326    | 1,423  |
| Ezüst    | Japán (JPN)            | 16   | 7          | 2          | 24      | 6       | 4,000   | 430    | 258    | 1,667  |
| Bronz    | Csehszlovákia (TCH)    | 16   | 7          | 2          | 22      | 15      | 1,467   | 454    | 417    | 1,089  |
| 4.       | NDK (GDR)              | 15   | 6          | 3          | 22      | 12      | 1,833   | 449    | 374    | 1,201  |
| 5.       | Lengyelország (POL)    | 15   | 6          | 3          | 18      | 11      | 1,636   | 371    | 281    | 1,320  |
| 6.       | Bulgária (BUL)         | 13   | 4          | 5          | 16      | 17      | 0,941   | 379    | 385    | 0,984  |
| 7.       | Egyesült Államok (USA) | 13   | 4          | 5          | 15      | 18      | 0,833   | 383    | 414    | 0,925  |
| 8.       | Belgium (BEL)          | 11   | 2          | 7          | 6       | 24      | 0,250   | 239    | 417    | 0,573  |
| 9.       | Brazília (BRA)         | 10   | 1          | 8          | 8       | 25      | 0,320   | 357    | 469    | 0,761  |
| 10.      | Mexikó (MEX)           | 9    | 0          | 9          | 6       | 27      | 0,222   | 289    | 474    | 0,610  |

| Csapat              | Helyezés |
| ------------------- | -------- |
| Lengyelország (POL) | 5.       |

### Női
| Lengyel női röplabdacsapat-játékoskeret                                                                                                  | Lengyel női röplabdacsapat-játékoskeret                                                                                                |
| --- | --- |
| - Halina Aszkiełowicz - Lidia Chmielnicka - Krystyna Czajkowska-Rawska - Barbara Hermela-Niemczyk - Krystyna Jakubowska - Krystyna Krupa | - Józefa Ledwig - Jadwiga Marko-Książek - Krystyna Ostromęcka-Guryn - Elżbieta Porzec-Nowak - Zofia Szczęśniewska - Wanda Wiecha-Wanot |

#### Eredmények
Csoportkör
| 1968. október 13. 10:00 | Lengyelország (POL)                 | 3 – 2 | Dél-Korea (KOR) |  |
| 1968. október 13. 10:00 | (10–15, 12–15, 15–10, 15–12, 17–15) |       |                 |  |

| 1968. október 14. 19:00 | Szovjetunió (URS)   | 3 – 0 | Lengyelország (POL) |  |
| 1968. október 14. 19:00 | (15–5, 15–11, 15–4) |       |                     |  |

| 1968. október 16. 10:00 | Lengyelország (POL) | 3 – 0 | Egyesült Államok (USA) |  |
| 1968. október 16. 10:00 | (15–3, 15–1, 16–14) |       |                        |  |

| 1968. október 19. 12:00 | Lengyelország (POL)               | 3 – 2 | Mexikó (MEX) |  |
| 1968. október 19. 12:00 | (15–9, 12–15, 15–11, 11–15, 15–4) |       |              |  |

| 1968. október 20. 10:00 | Japán (JPN)        | 3 – 0 | Lengyelország (POL) |  |
| 1968. október 20. 10:00 | (15–5, 15–6, 15–6) |       |                     |  |

| 1968. október 24. 17:00 | Lengyelország (POL)  | 3 – 0 | Csehszlovákia (TCH) |  |
| 1968. október 24. 17:00 | (15–13, 15–7, 15–12) |       |                     |  |

| 1968. október 25. 10:00 | Lengyelország (POL)        | 3 – 1 | Peru (PER) |  |
| 1968. október 25. 10:00 | (15–10, 14–16, 15–9, 15–8) |       |            |  |

|          |                        |      | Mérkőzések | Mérkőzések | Szettek | Szettek | Szettek | Pontok | Pontok | Pontok |
| Helyezés | Csapat                 | Pont | Gy         | V          | Sz+     | Sz–     | SzA     | P+     | P–     | PA     |
| -------- | ---------------------- | ---- | ---------- | ---------- | ------- | ------- | ------- | ------ | ------ | ------ |
| Arany    | Szovjetunió (URS)      | 14   | 7          | 0          | 21      | 3       | 7,000   | 333    | 194    | 1,716  |
| Ezüst    | Japán (JPN)            | 13   | 6          | 1          | 19      | 3       | 6,333   | 318    | 147    | 2,163  |
| Bronz    | Lengyelország (POL)    | 12   | 5          | 2          | 15      | 11      | 1,364   | 324    | 304    | 1,066  |
| 4.       | Peru (PER)             | 10   | 3          | 4          | 12      | 15      | 0,800   | 306    | 327    | 0,936  |
| 5.       | Dél-Korea (KOR)        | 10   | 3          | 4          | 11      | 14      | 0,786   | 276    | 305    | 0,905  |
| 6.       | Csehszlovákia (TCH)    | 10   | 3          | 4          | 11      | 15      | 0,733   | 307    | 308    | 0,997  |
| 7.       | Mexikó (MEX)           | 8    | 1          | 6          | 7       | 18      | 0,389   | 215    | 338    | 0,636  |
| 8.       | Egyesült Államok (USA) | 7    | 0          | 7          | 4       | 21      | 0,190   | 197    | 353    | 0,558  |

| Csapat              | Helyezés |
| ------------------- | -------- |
| Lengyelország (POL) |          |

## Sportlövészet
Nyílt
| Versenyző           | Versenyszám                    | Pont | Helyezés |
| ------------------- | ------------------------------ | ---- | -------- |
| Wacław Hamerliński  | Gyorstüzelő pisztoly           | 585  | 16.      |
| Józef Zapędzki      | Gyorstüzelő pisztoly           | 593  |          |
| Paweł Małek         | Szabadpisztoly                 | 556  | 5.       |
| Rajmund Stachurski  | Szabadpisztoly                 | 544  | 28.      |
| Eulalia Rolińska    | Sportpuska, fekvő              | 593  | 22.      |
| Jerzy Nowicki       | Sportpuska, fekvő              | 593  | 21.      |
| Jerzy Nowicki       | Sportpuska, összetett          | 1140 | 24.      |
| Ryszard Fandier     | Sportpuska, összetett          | 1139 | 25.      |
| Ryszard Fandier     | Szabadpuska, összetett (300 m) | 1127 | 15.      |
| Eugeniusz Pędzisz   | Szabadpuska, összetett (300 m) | 1117 | 20.      |
| Adam Smelczyński    | Trap                           | 195  | 6.       |
| Włodzimierz Danek   | Skeet                          | 189  | 23.      |
| Wiesław Gawlikowski | Skeet                          | 188  | 24.      |

## Súlyemelés
| Versenyző            | Versenyszám | Nyomás   | Nyomás   | Szakítás | Szakítás | Lökés    | Lökés    | Összesen | Helyezés |
| Versenyző            | Versenyszám | Eredmény | Helyezés | Eredmény | Helyezés | Eredmény | Helyezés | Összesen | Helyezés |
| -------------------- | ----------- | -------- | -------- | -------- | -------- | -------- | -------- | -------- | -------- |
| Henryk Trębicki      | 56 kg       | 115,0    | 3.       | 107,5    | 1.       | 135,0    | 4.       | 357,5    |          |
| Mieczysław Nowak     | 60 kg       | 117,5    | 5.       | 110,0    | 6.       | 147,5    | 4.       | 375,0    | 5.       |
| Jan Wojnowski        | 60 kg       | 117,5    | 5.       | 115,0    | 3.       | 150,0    | 2.       | 382,5    | 4.       |
| Waldemar Baszanowski | 67,5 kg     | 135,0    | 1.       | 135,0    | 1.       | 167,5    | 1.       | 437,5    |          |
| Marian Zieliński     | 67,5 kg     | 135,0    | 1.       | 125,0    | 4.       | 160,0    | 4.       | 420,0    |          |
| Norbert Ozimek       | 82,5 kg     | 150,0    | 3.       | 140,0    | 4.       | 182,5    | 3.       | 472,5    |          |
| Marek Gołąb          | 90 kg       | 165,0    | 2.       | 145,0    | 4.       | 185,0    | 5.       | 495,0    |          |

## Torna
Férfi
| Versenyző                                                                                   | Versenyszám      | Selejtező | Selejtező | Döntő    | Döntő    |
| Versenyző                                                                                   | Versenyszám      | Pontszám  | Helyezés  | Pontszám | Helyezés |
| ------------------------------------------------------------------------------------------- | ---------------- | --------- | --------- | -------- | -------- |
| Andrzej Gonera                                                                              | Talaj            | 17,80     | 61.       | kiesett  | kiesett  |
| Andrzej Gonera                                                                              | Ugrás            | 18,25     | 43.       | kiesett  | kiesett  |
| Andrzej Gonera                                                                              | Korlát           | 18,55     | 45.       | kiesett  | kiesett  |
| Andrzej Gonera                                                                              | Nyújtó           | 18,40     | 51.       | kiesett  | kiesett  |
| Andrzej Gonera                                                                              | Gyűrű            | 18,30     | 28.       | kiesett  | kiesett  |
| Andrzej Gonera                                                                              | Lólengés         | 17,95     | 42.       | kiesett  | kiesett  |
| Andrzej Gonera                                                                              | Egyéni összetett |           |           | 109,25   | 38.*     |
| Jerzy Kruża                                                                                 | Talaj            | 17,85     | 60.       | kiesett  | kiesett  |
| Jerzy Kruża                                                                                 | Ugrás            | 18,15     | 54.       | kiesett  | kiesett  |
| Jerzy Kruża                                                                                 | Korlát           | 18,10     | 69.       | kiesett  | kiesett  |
| Jerzy Kruża                                                                                 | Nyújtó           | 18,25     | 58.       | kiesett  | kiesett  |
| Jerzy Kruża                                                                                 | Gyűrű            | 17,70     | 61.       | kiesett  | kiesett  |
| Jerzy Kruża                                                                                 | Lólengés         | 18,10     | 39.       | kiesett  | kiesett  |
| Jerzy Kruża                                                                                 | Egyéni összetett |           |           | 108,15   | 53.      |
| Mikołaj Kubica                                                                              | Talaj            | 18,50     | 24.       | kiesett  | kiesett  |
| Mikołaj Kubica                                                                              | Ugrás            | 18,70     | 13.       | kiesett  | kiesett  |
| Mikołaj Kubica                                                                              | Korlát           | 19,05     | 15.       | kiesett  | kiesett  |
| Mikołaj Kubica                                                                              | Nyújtó           | 18,80     | 25.       | kiesett  | kiesett  |
| Mikołaj Kubica                                                                              | Gyűrű            | 18,75     | 13.       | kiesett  | kiesett  |
| Mikołaj Kubica                                                                              | Lólengés         | 19,00     | 8.        | kiesett  | kiesett  |
| Mikołaj Kubica                                                                              | Egyéni összetett |           |           | 112,80   | 13.      |
| Sylwester Kubica                                                                            | Talaj            | 18,45     | 26.       | kiesett  | kiesett  |
| Sylwester Kubica                                                                            | Ugrás            | 18,05     | 63.       | kiesett  | kiesett  |
| Sylwester Kubica                                                                            | Korlát           | 18,70     | 35.       | kiesett  | kiesett  |
| Sylwester Kubica                                                                            | Nyújtó           | 18,40     | 51.       | kiesett  | kiesett  |
| Sylwester Kubica                                                                            | Gyűrű            | 17,80     | 58.       | kiesett  | kiesett  |
| Sylwester Kubica                                                                            | Lólengés         | 18,40     | 26.       | kiesett  | kiesett  |
| Sylwester Kubica                                                                            | Egyéni összetett |           |           | 109,80   | 31.*     |
| Wilhelm Kubica                                                                              | Talaj            | 18,55     | 21.       | kiesett  | kiesett  |
| Wilhelm Kubica                                                                              | Ugrás            | 18,55     | 18.       | kiesett  | kiesett  |
| Wilhelm Kubica                                                                              | Korlát           | 19,15     | 9.        | kiesett  | kiesett  |
| Wilhelm Kubica                                                                              | Nyújtó           | 19,20     | 8.        | kiesett  | kiesett  |
| Wilhelm Kubica                                                                              | Gyűrű            | 18,60     | 17.       | kiesett  | kiesett  |
| Wilhelm Kubica                                                                              | Lólengés         | 19,10     | 4.        | 19,150   | 4.       |
| Wilhelm Kubica                                                                              | Egyéni összetett |           |           | 113,15   | 11.      |
| Aleksander Rokosa                                                                           | Talaj            | 18,00     | 51.       | kiesett  | kiesett  |
| Aleksander Rokosa                                                                           | Ugrás            | 18,40     | 30.       | kiesett  | kiesett  |
| Aleksander Rokosa                                                                           | Korlát           | 18,40     | 55.       | kiesett  | kiesett  |
| Aleksander Rokosa                                                                           | Nyújtó           | 18,25     | 58.       | kiesett  | kiesett  |
| Aleksander Rokosa                                                                           | Gyűrű            | 18,25     | 32.       | kiesett  | kiesett  |
| Aleksander Rokosa                                                                           | Lólengés         | 17,55     | 58.       | kiesett  | kiesett  |
| Aleksander Rokosa                                                                           | Egyéni összetett |           |           | 108,85   | 44.      |
| Andrzej Gonera Jerzy Kruża Mikołaj Kubica Sylwester Kubica Wilhelm Kubica Aleksander Rokosa | Csapat összetett |           |           | 555,40   | 5.       |

Női
| Versenyző                                                                                        | Versenyszám      | Selejtező | Selejtező | Döntő    | Döntő    |
| Versenyző                                                                                        | Versenyszám      | Pontszám  | Helyezés  | Pontszám | Helyezés |
| ------------------------------------------------------------------------------------------------ | ---------------- | --------- | --------- | -------- | -------- |
| Małgorzata Chojnacka                                                                             | Talaj            | 17,60     | 66.       | kiesett  | kiesett  |
| Małgorzata Chojnacka                                                                             | Ugrás            | 16,75     | 84.       | kiesett  | kiesett  |
| Małgorzata Chojnacka                                                                             | Felemás korlát   | 17,35     | 61.       | kiesett  | kiesett  |
| Małgorzata Chojnacka                                                                             | Gerenda          | 15,65     | 88.       | kiesett  | kiesett  |
| Małgorzata Chojnacka                                                                             | Egyéni összetett |           |           | 67,35    | 82.      |
| Halina Daniec                                                                                    | Talaj            | 17,75     | 56.       | kiesett  | kiesett  |
| Halina Daniec                                                                                    | Ugrás            | 17,70     | 63.       | kiesett  | kiesett  |
| Halina Daniec                                                                                    | Felemás korlát   | 17,80     | 45.       | kiesett  | kiesett  |
| Halina Daniec                                                                                    | Gerenda          | 15,95     | 85.       | kiesett  | kiesett  |
| Halina Daniec                                                                                    | Egyéni összetett |           |           | 69,20    | 67.*     |
| Wiesława Lech                                                                                    | Talaj            | 17,95     | 47.       | kiesett  | kiesett  |
| Wiesława Lech                                                                                    | Ugrás            | 17,55     | 65.       | kiesett  | kiesett  |
| Wiesława Lech                                                                                    | Felemás korlát   | 18,05     | 39.       | kiesett  | kiesett  |
| Wiesława Lech                                                                                    | Gerenda          | 18,00     | 38.       | kiesett  | kiesett  |
| Wiesława Lech                                                                                    | Egyéni összetett |           |           | 71,55    | 42.      |
| Łucja Ochmańska                                                                                  | Talaj            | 18,00     | 43.       | kiesett  | kiesett  |
| Łucja Ochmańska                                                                                  | Ugrás            | 18,05     | 44.       | kiesett  | kiesett  |
| Łucja Ochmańska                                                                                  | Felemás korlát   | 17,90     | 44.       | kiesett  | kiesett  |
| Łucja Ochmańska                                                                                  | Gerenda          | 17,80     | 41.       | kiesett  | kiesett  |
| Łucja Ochmańska                                                                                  | Egyéni összetett |           |           | 71,75    | 40.*     |
| Barbara Zięba                                                                                    | Talaj            | 17,65     | 64.       | kiesett  | kiesett  |
| Barbara Zięba                                                                                    | Ugrás            | 17,90     | 51.       | kiesett  | kiesett  |
| Barbara Zięba                                                                                    | Felemás korlát   | 17,65     | 50.       | kiesett  | kiesett  |
| Barbara Zięba                                                                                    | Gerenda          | 17,55     | 49.       | kiesett  | kiesett  |
| Barbara Zięba                                                                                    | Egyéni összetett |           |           | 70,75    | 46.*     |
| Grażyna Witkowska                                                                                | Talaj            | 18,00     | 43.       | kiesett  | kiesett  |
| Grażyna Witkowska                                                                                | Ugrás            | 17,40     | 68.       | kiesett  | kiesett  |
| Grażyna Witkowska                                                                                | Felemás korlát   | 18,10     | 37.       | kiesett  | kiesett  |
| Grażyna Witkowska                                                                                | Gerenda          | 16,80     | 70.       | kiesett  | kiesett  |
| Grażyna Witkowska                                                                                | Egyéni összetett |           |           | 70,30    | 55.*     |
| Małgorzata Chojnacka Halina Daniec Wiesława Lech Łucja Ochmańska Barbara Zięba Grażyna Witkowska | Csapat összetett |           |           | 353,85   | 10.      |

* - egy másik versenyzővel azonos eredményt ért el

## Úszás
Férfi
| Versenyző             | Versenyszám    | Előfutam | Előfutam | Előfutam | Elődöntő | Elődöntő | Elődöntő | Döntő   | Döntő    |
| Versenyző             | Versenyszám    | Idő      | Hely.    | Össz.    | Idő      | Hely.    | Össz.    | Idő     | Helyezés |
| --------------------- | -------------- | -------- | -------- | -------- | -------- | -------- | -------- | ------- | -------- |
| Władysław Wojtakajtis | 1500 m gyors   | 18:32,4  | 5.       | 18.      |          |          |          | kiesett | kiesett  |
| Władysław Wojtakajtis | 400 m gyors    | 4:31,1   | 3.       | 19.      |          |          |          | kiesett | kiesett  |
| Władysław Wojtakajtis | 200 m gyors    | 2:06,0   | 3.       | 31.      |          |          |          | kiesett | kiesett  |
| Zbigniew Pacelt       | 200 m gyors    | 2:06,3   | 3.       | 33.      |          |          |          | kiesett | kiesett  |
| Zbigniew Pacelt       | 200 m vegyes   | 2:23,3   | 4.       | 23.      |          |          |          | kiesett | kiesett  |
| Zbigniew Pacelt       | 400 m vegyes   | 5:18,6   | 5.       | 25.      |          |          |          | kiesett | kiesett  |
| Jacek Krawczyk        | 400 m vegyes   | 5:15,1   | 4.       | 22.      |          |          |          | kiesett | kiesett  |
| Jacek Krawczyk        | 200 m vegyes   | 2:23,8   | 3.       | 25.      |          |          |          | kiesett | kiesett  |
| Jacek Krawczyk        | 200 m pillangó | 2:22,1   | 5.       | 24.      |          |          |          | kiesett | kiesett  |
| Józef Klukowski       | 100 m mell     | 1:11,0   | 3.       | 22.      | 1:10,9   | 7.       | 18.*     | kiesett | kiesett  |
| Józef Klukowski       | 200 m mell     | 2:41,6   | 6.       | 24.      |          |          |          | kiesett | kiesett  |

* - egy másik versenyzővel azonos időt ért el

## Vitorlázás
Nyílt
| Versenyző                        | Versenyszám     | Futam | Futam | Futam | Futam | Futam  | Futam | Futam  | Pontszám | Helyezés |
| Versenyző                        | Versenyszám     | 1     | 2     | 3     | 4     | 5      | 6     | 7      | Pontszám | Helyezés |
| -------------------------------- | --------------- | ----- | ----- | ----- | ----- | ------ | ----- | ------ | -------- | -------- |
| Andrzej Zawieja                  | Finn dingi      | 11,7  | 23,0  | 25,0  | 16,0  | (31,0) | 17,0  | 23,0   | 115,7    | 12.      |
| Andrzej Iwiński Ludwik Raczyński | Repülő hollandi | 26,0  | 24,0  | 30,0  | 31,0  | 31,0   | 23,0  | (32,0) | 165,0    | 11.      |

## Vívás
Férfi
| Versenyző                                                                               | Versenyszám       | Csoportkör | Csoportkör | Csoportkör | Csoportkör | Nyolcaddöntő                | Negyeddöntő                  | Elődöntő                                               | Vigaszág a döntőért          | Vigaszág a döntőért         | Vigaszág a döntőért          | Vigaszág a döntőért              | Vigaszág a döntőért         | Döntő | Helyezés    |
| Versenyző                                                                               | Versenyszám       | 1. kör | 1. kör     | 2. kör | 2. kör     | Nyolcaddöntő                | Negyeddöntő                  | Elődöntő                                               | 1. kör                       | 2. kör                      | 3. kör                       | 4. kör                           | 5. kör                      | Döntő | Helyezés    |
| Versenyző                                                                               | Versenyszám       | Ellenfél Eredmény | Hely.      | Ellenfél Eredmény | Hely.      | Ellenfél Eredmény           | Ellenfél Eredmény            | Ellenfél Eredmény                                      | Ellenfél Eredmény            | Ellenfél Eredmény           | Ellenfél Eredmény            | Ellenfél Eredmény                | Ellenfél Eredmény           | Ellenfél Eredmény | Helyezés    |
| --------------------------------------------------------------------------------------- | ----------------- | --- | ---------- | --- | ---------- | --------------------------- | ---------------------------- | ------------------------------------------------------ | ---------------------------- | --------------------------- | ---------------------------- | -------------------------------- | --------------------------- | --- | ----------- |
| Adam Lisewski                                                                           | Tőr, egyéni       | K. csoport · Christian Noël (FRA) · V · Mano Kazuo (JPN) · GY · Udo Birnbaum (AUT) · GY · Peter Bakonyi (CAN) · GY                                                     | 1.         | F. csoport · German Szvesnyikov (URS) · V · Héctor Abaunza (MEX) · GY · Udo Birnbaum (AUT) · GY · Kamuti László (HUN) · GY · Gerry Wiedel (CAN) · V                 | 3.         | Ókava Heizaburó (JPN) · GY  | German Szvesnyikov (URS) · V | Vigaszág                                               | Vigaszág                     | Ókava Heizaburó (JPN) · V   | kiesett                      | kiesett                          | kiesett                     | kiesett | 17.         |
| Ryszard Parulski                                                                        | Tőr, egyéni       | E. csoport · Rudolf Trost (AUT) · GY · Pasquale La Ragione (ITA) · GY · Carlos Calderón (MEX) · GY · Freddy Salazar (VEN) · GY                                         | 1.         | E. csoport · Vaszil Sztankovics (URS) · GY · Jean-Claude Magnan (FRA) · GY · Michael Breckin (GBR) · GY · Ahmed El-Husseini (RAU) · GY · Carlos Calderón (MEX) · GY | 1.         | Michael Breckin (GBR) · GY  | Christian Noël (FRA) · V     | Vigaszág                                               | Vigaszág                     | Dieter Wellmann (FRG) · GY  | Kamuti Jenő (HUN) · V        | kiesett                          | kiesett                     | kiesett | 13.         |
| Witold Woyda                                                                            | Tőr, egyéni       | C. csoport · German Szvesnyikov (URS) · GY · Gerry Wiedel (CAN) · GY · Moustafa Soheim (RAU) · GY · Alberto Varela (URU) · GY · José Miguel Pérez (PUR) · GY           | 1.         | C. csoport · Nicola Granieri (ITA) · V · Christian Noël (FRA) · V · Mano Kazuo (JPN) · GY · Michel Constandt (BEL) · GY · Orlando Ruíz (CUB) · GY                   | 3.         | Mano Kazuo (JPN) · GY       | Daniel Revenu (FRA) · V      | Vigaszág                                               | Vigaszág                     | Tim Gerresheim (FRG) · GY   | Arcangelo Pinelli (ITA) · GY | Ion Drîmbă (ROU) · V             | kiesett                     | kiesett | 9.          |
| Bohdan Andrzejewski                                                                     | Párbajtőr, egyéni | E. csoport · Michel Constandt (BEL) · GY · Rudolf Trost (AUT) · V · Alexandre Bretholz (SUI) · V · Khalil Kallas (LIB) · GY · Graeme Jennings (AUS) · GY               | 3.         | D. csoport · Viktor Modzolevszkij (URS) · V · Fenyvesi Csaba (HUN) · V · Haukler István (ROU) · V · Rudolf Trost (AUT) · GY · Gustavo Oliveros (CUB) · GY           | 4.         | Franz Rompza (FRG) · V      | Vigaszág                     | Vigaszág                                               | Ernesto Fernández (MEX) · GY | Franz Rompza (FRG) · V      | kiesett                      | kiesett                          | kiesett                     | kiesett | 17.         |
| Bohdan Gonsior                                                                          | Párbajtőr, egyéni | F. csoport · Ralph Johnson (GBR) · V · Peter Lötscher (SUI) · GY · Florent Bessemans (BEL) · GY · William Ronald (AUS) · V · Guillermo Obeid (ARG) · GY                | 2.         | C. csoport · Peter Lötscher (SUI) · GY · Klaus Dumke (GDR) · GY · Nicholas Halsted (GBR) · GY · Jan von Koss (NOR) · GY · Roland Losert (AUT) · GY                  | 1.         | Nicholas Halsted (GBR) · GY | Hrihorij Krissz (URS) · V    | Vigaszág                                               | Vigaszág                     | Nicholas Halsted (GBR) · GY | Fritz Zimmermann (FRG) · GY  | Jean-Pierre Allemand (FRA) · V   | kiesett                     | kiesett | 9.          |
| Henryk Nielaba                                                                          | Párbajtőr, egyéni | G. csoport · Kulcsár Győző (HUN) · V · Hans-Peter Schulze (GDR) · V · Stephen Netburn (USA) · V · João de Abreu (POR) · GY · Alberto Balestrini (ARG) · GY             | 3.         | B. csoport · Hans-Peter Schulze (GDR) · V · Franz Rompza (FRG) · GY · Michel Steininger (SUI) · GY · Lars-Erik Larsson (SWE) · V · Silvio Fernández (VEN) · GY      | 2.         | Orvar Lindwall (SWE) · GY   | Nemere Zoltán (HUN) · GY     | Gianluigi Saccaro (ITA) · V                            | Vigaszág                     | Vigaszág                    | Vigaszág                     | Alekszej Nyikancsikov (URS) · GY | Herbert Polzhuber (AUT) · V | kiesett | 7.          |
| Józef Nowara                                                                            | Kard, egyéni      | C. csoport · Claude Arabo (FRA) · V · Pézsa Tibor (HUN) · V · Paul Wischeidt (FRG) · V · John Andru (CAN) · GY · Jan Boutmy (AHO) · GY · Juan Carlos Frecia (ARG) · GY | 4.         | D. csoport · Bakonyi Péter (HUN) · V · Alfonso Morales (USA) · GY · Umjar Mavlihanov (URS) · V · Walter Köstner (FRG) · V · Alexander Leckie (GBR) · GY             | 4.         |                             | Claude Arabo (FRA) · GY      | Rolando Rigoli (ITA) · V                               | Vigaszág                     | Claude Arabo (FRA) · GY     | Umjar Mavlihanov (URS) · GY  |                                  |                             | Jerzy Pawłowski (POL) · V · Mark Rakita (URS) · V · Pézsa Tibor (HUN) · V · Vlagyimir Nazlimov (URS) · V · Rolando Rigoli (ITA) · V                                        | 6.          |
| Emil Ochyra                                                                             | Kard, egyéni      | F. csoport · Bakonyi Péter (HUN) · GY · Rolando Rigoli (ITA) · V · Yves Brasseur (BEL) · GY · Manuel Ortíz (CUB) · GY · John Bouchier-Hayes (IRL) · GY                 | 2.         | B. csoport · Pézsa Tibor (HUN) · V · Mark Rakita (URS) · V · Marcel Parent (FRA) · V · Rolando Rigoli (ITA) · GY · Vicente Calderón (MEX) · GY                      | 5.         |                             | kiesett                      | kiesett                                                | kiesett                      | kiesett                     | kiesett                      |                                  |                             | kiesett | helyezetlen |
| Jerzy Pawłowski                                                                         | Kard, egyéni      | A. csoport · Alfonso Morales (USA) · GY · Walter Köstner (FRG) · GY · Serge Panizza (FRA) · GY · Félix Delgado (CUB) · GY · Colm O'Brien (IRL) · GY                    | 1.         | A. csoport · Wladimiro Calarese (ITA) · V · Kovács Tamás (HUN) · GY · Serge Panizza (FRA) · GY · Alex Orban (USA) · GY · Rodney Craig (GBR) · GY                    | 1.         |                             | Kovács Tamás (HUN) · GY      | Umjar Mavlihanov (URS) · GY                            | Döntő                        | Döntő                       | Döntő                        |                                  |                             | Mark Rakita (URS) · GY · Pézsa Tibor (HUN) · V · Vlagyimir Nazlimov (URS) · GY · Rolando Rigoli (ITA) · GY · Józef Nowara (POL) · GY · Rájátszás: · Mark Rakita (URS) · GY |             |
| Egon Franke Adam Lisewski Ryszard Parulski Zbigniew Skrudlik Witold Woyda               | Tőr, csapat       | 4. csoport · Venezuela (VEN) · 10-6 · Argentína (ARG) · 11-5 · Magyarország (HUN) · 9-4                                                                                | 1.         | |            |                             | erőnyerő                     | NSZK (FRG) · 9-4 · Franciaország (FRA) · 7-9           |                              |                             |                              |                                  |                             | Bronzmérkőzés · Románia (ROU) · 9-3 |             |
| Bohdan Andrzejewski Kazimierz Barburski Michał Butkiewicz Bohdan Gonsior Henryk Nielaba | Párbajtőr, csapat | 3. csoport · Argentína (ARG) · 16-0 · Kanada (CAN) · 10-6 · NDK (GDR) · 9-7                                                                                            | 1.         | |            |                             |                              | Franciaország (FRA) · 9-7 · Magyarország (HUN) · 5-9   |                              |                             |                              |                                  |                             | Bronzmérkőzés · NSZK (FRG) · 9-6 |             |
| Zygmunt Kawecki Józef Nowara Emil Ochyra Jerzy Pawłowski Franciszek Sobczak             | Kard, csapat      | 4. csoport · Kuba (CUB) · 13-3 · Franciaország (FRA) · 7-9 | 2.         | |            |                             |                              | Franciaország (FRA) · 2-9 · Nagy-Britannia (GBR) · 9-2 |                              |                             |                              |                                  |                             | Az 5. helyért · Egyesült Államok (USA) · 9-5 | 5.          |

Női
| Versenyző                                                                                           | Versenyszám | Csoportkör | Csoportkör | Csoportkör        | Csoportkör | Negyeddöntő       | Elődöntő          | Vigaszág a döntőért | Vigaszág a döntőért | Vigaszág a döntőért | Döntő             | Helyezés    |
| Versenyző                                                                                           | Versenyszám | 1. kör | 1. kör     | 2. kör            | 2. kör     | Negyeddöntő       | Elődöntő          | 1. kör              | 2. kör              | 3. kör              | Döntő             | Helyezés    |
| Versenyző                                                                                           | Versenyszám | Ellenfél Eredmény | Hely.      | Ellenfél Eredmény | Hely.      | Ellenfél Eredmény | Ellenfél Eredmény | Ellenfél Eredmény   | Ellenfél Eredmény   | Ellenfél Eredmény   | Ellenfél Eredmény | Helyezés    |
| --------------------------------------------------------------------------------------------------- | ----------- | --- | ---------- | ----------------- | ---------- | ----------------- | ----------------- | ------------------- | ------------------- | ------------------- | ----------------- | ----------- |
| Halina Balon                                                                                        | Tőr, egyéni | F. csoport · Rejtő Ildikó (HUN) · V · Brigitte Gapais-Dumont (FRA) · GY · Giovanna Masciotta (ITA) · V · Sigrid Chatel (CAN) · GY · Margarita Rodríguez (CUB) · V · Veronica Smith (USA) · V | 6.         | kiesett           | kiesett    | kiesett           | kiesett           | kiesett             | kiesett             | kiesett             | kiesett           | helyezetlen |
| Elżbieta Franke-Cymerman                                                                            | Tőr, egyéni | A. csoport · Alekszandra Zabelina (URS) · V · Bruna Colombetti (ITA) · V · Milady Tack-Fang (CUB) · V · Janice-Lee York-Romary (USA) · GY · Margaret Bain (GBR) · GY                         | 5.         | kiesett           | kiesett    | kiesett           | kiesett           | kiesett             | kiesett             | kiesett             | kiesett           | helyezetlen |
| Kamilla Składanowska                                                                                | Tőr, egyéni | B. csoport · Antonella Ragno-Lonzi (ITA) · V · Dömölky Lídia (HUN) · V · Marie-Chantal Demaille (FRA) · GY · Janet Wardell-Yerburgh (GBR) · V · Ivonne Witteveen (AHO) · GY                  | 5.         | kiesett           | kiesett    | kiesett           | kiesett           | kiesett             | kiesett             | kiesett             | kiesett           | helyezetlen |
| Halina Balon Elżbieta Franke-Cymerman Wanda Fukała-Kaczmarczyk Elżbieta Pawlas Kamilla Składanowska | Tőr, csapat | 3. csoport · Szovjetunió (URS) · 4-12 · Románia (ROU) · 6-10 | 3.         |                   |            | kiesett           | kiesett           |                     |                     |                     | kiesett           | 7.          |